# 강반석유자녀대학
강반석유자녀대학(康盤石遺子女大學)은 평양직할시 만경대구역에 위치한 조선민주주의인민공화국의 대학이다.  조선노동당의 중앙급간부 양성을 목표로 1958년 9월 1일에 남포유자녀학원으로 발족되었다.
1962년 4월에 남포혁명학원으로, 1972년 3월에 강반석혁명학원으로, 1982년 12월에 강반석정치대학으로, 1992년 8월에 강반석유자녀대학으로 개칭되었다. 강반석은 김일성의 생모 이름이다. 
11년제 특수교육기관으로 혁명가 유자녀 및 당·정·군 고위간부 자녀들이 주로 입학한다. 교육과정은 당정치사업과 사회주의경제관리운영에 필요한 전문지식, 사회정치론 일반기초지식 등을 포함한다.
유자녀들에게는 교복과 학용품, 생활필수품 등이 무상으로 공급된다. ‘국기훈장 제1급’(1968년, 1983년)과 ‘김일성훈장’(1988년)을 수훈하였다.